# Chiesa dei Santi Giacomo e Pietro
La chiesa parrocchiale dei Santi Giacomo e Pietro si trova a Calanca, in frazione Selma.

## Storia
Consacrata nel 1582, venne distrutta da una valanga per poi essere ricostruita tra il 1662 ed il 1667 da Giovanni Maria Regesono. 

## Descrizione
L'aula barocca con coro rettangolare è affiancata sul lato nord dal campanile tardomedievale con celle campanarie aggiunte negli anni 1661-1667. 

### Interno
La navata è coperta da un soffitto a cassettoni del 1937, e il coro da una volta a crociera. Nel coro, l'intradosso dell'arco è adornato con cartocci e rosette in stucco, l'ambiente invece presenta pitture della seconda metà del XVII e un altare con il dipinto della Crocifissione, del 1680.
Gli altari a edicola sono del 1667 circa, tranne le colonne in granito dell'altare maggiore. Il fonte battesimale in marmo rosso ha un coperchio ligneo esagonale del 1614, coevo al pulpito rettangolare è coevo. Le stazioni della Via Crucis sono del 1759.